# 胥午
胥午（?—?），中国春秋時期晋国大夫，胥氏。
前550年，被外祖父范匄陷害的栾盈通过齐庄公致送妾媵的篷车潜回晋国。栾盈在曲沃，夜里进见好友胥午，想要复兴栾氏。胥午回答：“不可。天之所废，谁能兴之？子必不免。吾非爱死，是明知事情不能成功。”栾盈说：“尽管这样，依靠您而死，我不后悔。上天确实不保佑我，您没有错。”胥午答应后，藏起来栾盈之后，请曲沃人喝酒，音乐开始演奏，胥午说：“现在要是找到栾孺子，怎么办？”大家回答：“找到主人，为他而死，虽死犹生。”大家全叹息，还有人哭泣，都说：“找到了主人，没有二心！”胥午让栾盈走出来，拜谢大家。